# Unione Sportiva Castrovillari Calcio 1997-1998
Questa voce raccoglie le informazioni riguardanti l'Unione Sportiva Castrovillari Calcio nelle competizioni ufficiali della stagione 1997-1998.

## Rosa
| N. |                   | Ruolo | Calciatore            |
| -- | ----------------- | ----- | --------------------- |
|    | Italia (bandiera) | C     | Angelo Andreoli       |
|    | Italia (bandiera) | A     | Salvatore Bertuccelli |
|    | Italia (bandiera) | C     | Antongiulio Bonacci   |
|    | Italia (bandiera) | C     | Alfonso Caruso        |
|    | Italia (bandiera) | D     | Antonio Chiappetta    |
|    | Italia (bandiera) | D     | Marco Colle           |
|    | Italia (bandiera) | C     | Luigi De Rosa         |
|    | Italia (bandiera) | D     | Fabio De Sanzo        |
|    | Italia (bandiera) | D     | Raniero Di Cunzolo    |
|    | Italia (bandiera) | C     | Gianluca Di Giulio    |

| N. |                   | Ruolo | Calciatore             |
| -- | ----------------- | ----- | ---------------------- |
|    | Italia (bandiera) | P     | Leonardo Di Punzio     |
|    | Italia (bandiera) | C     | Giuseppe Dima Ruggiano |
|    | Italia (bandiera) | C     | Piergiuseppe Lombardi  |
|    | Italia (bandiera) | A     | Luigi Marulla          |
|    | Italia (bandiera) | P     | Roberto Menghini       |
|    | Italia (bandiera) | A     | Graziano Nocera        |
|    | Italia (bandiera) | A     | Pasquale Sanseverino   |
|    | Italia (bandiera) | P     | Francesco Spingola     |
|    | Italia (bandiera) | A     | Bruno Trocini          |
|    | Italia (bandiera) | D     | Luca Varchetta         |